# 麗茲·雪曼
麗茲·雪曼（英語：Liz Sherman）是黑馬漫畫世界設定裡的一個虛構人物。

## 生平

### 概述
1962年4月15日生於堪薩斯州,堪薩斯。在10歲發現自己擁有控制火的能力以前，麗茲一直表現為一個普通的兒童。由於生在一個天主教環境裡，麗茲覺得操縱火焰是她內心罪惡的表現，所以她在一段時間裡通過祈禱和自身的意志不讓自己失控。然而在1973年7月，也就是她11歲那年，她再一次失控了。爆炸毀掉了一整個城市街區，在死去的人中包括她的父母，哥哥和自己的寵物狗。麗茲最近的一次失控發生在1984年7月4日。
麗茲因為父母的死亡而被其他家庭成員指責，隨後于1974年5月被帶到超自然調查防禦署。在那裡，她學習了怎樣將火焰操縱提升至一個新的層次。1980年，她成為一名正式的特工，常常與地獄男爵和魚人亞伯一起行動執行任務。然而她童年的創傷時常令她黯然並短暫離開防禦署。

### 特殊事件

#### 喚醒惡魔
在羅馬尼亞發現另一名超能力成員Roger時，麗茲暫時地讓失去了自己一直想擺脫的火焰操作能力。當時麗茲觸動了Roger的胸口啟動了Roger，以至於Roger吸入了麗茲的超能力。隨後她被帶往羅馬尼亞的Wauer Institute治療，直到Roger對那件事感到愧疚恢復了她的超能力。

#### 回到防禦署
為了更好地學習控制火焰，麗茲在烏拉爾山脈的Agartha寺廟裡和僧侶生活過一段時間。隨後她回到了防禦署，並盡全力適應隊伍的改變。
與僧侶一起生活並學習使得麗茲獲得了對火焰的完全控制:她可以在製造一小團手掌大小的火焰用於在黑暗中照明，也可以製造一場災難性的爆炸來毀掉她周圍的一切(在這裡她常常需要說一段符咒來獲得力量:“火不是我的敵人，它是我的一部分，它就是我”)，也可以控制火焰的形狀。在Meman Saa託夢中收到他的警示和指導後，麗茲的力量變得更加強大。這讓她最終消滅了第三個 Ogdru Hem，Katha-Hem。
就算毀掉了Katha-Hem後，麗茲還是持續地受到Memnan Saa在她夢裡告知她的那些恐怖景象的影響。這導致麗茲開始失眠，變得更加暴躁。在地獄男爵:殺戮戰場時期，這些夢的影響因為麗茲被Memnan Saa徹底控制到達了最高點，Saa利用上尉Ben Daimio的變形控制了麗茲並使他休克，直到Lobster Johnson的魂魄出現並釋放了她。
在最近的事件中，麗茲曾被Memnan Saa以不知名的原因綁架。超自然調查防禦署的其他成員尋找她的下落並最終殺死了Saa，然後據Saa所言，他之所以綁架麗茲，是因為通過使用麗茲的超能力，他得以阻止一場即將到來的災難。Saa的幽靈隨後又給麗茲展示了一幅新的未來景象：末日的確降臨了。在一位神秘的長者指引下，她使用了全部的火焰超能力焚化了整個世界——以此毀掉了Black Flame集結的Frog/Hyperborean聯合軍隊。這場戰鬥終結了所有來自Black Flame的威脅但是使地球得到了空前的摧殘，因為啟示而讓內心遭受嚴重打擊使她無法用超能力並離開防禦署。
之後於B.P.R.D.: Hell on Earth—Lake of Fire故事中從重新找回鬥志並恢復超能力，實力再度比以前強大，可以僅靠意念隔空引燃物品甚至飛行。僅一人就能消滅一大群怪物。

#### 擊敗黑焰
在B.P.R.D.: Hell on Earth—End of Days中與Johann一起對抗Black Flame，但一度居於劣勢甚至是瀕死，直到Panya和Fenix在神秘的長者的幫助下一同詠唱Howards用T'shethuan語寫下的咒文切斷Black Flame與Ogdru Jahad的聯繫，並使被Black Flame抽乾的能量回流到源頭，大幅度地削弱Black Flame的力量，最終Black Flame被Liz和Johann消滅。

#### 亞伯和地獄怪客的歸來
在Johann、Panya和Kate犧牲之後，地球上Ogdru Hem的行動停止，Devon接任Kate的位置，但Liz與成為新任外勤主管的Devon不合，大部分的時候並不屑聽從Devon的命令，並且私底下與Ted Howards成為情侶，起初兩人一直保守秘密，直到流言不斷傳出才沒隱藏下去，執行消滅怪物的任務中大都一人，有時和Howards一起，在Abe的回歸防禦署並處於昏迷期間時，讓Howards幫忙看守Abe的病房，在Abe甦醒後，從他口中得知Fenix曾試圖殺死Abe以及Devon幫忙隱瞞事實而憤怒，在Devon打算將Roger的遺體挖出時而感到不滿並險些與對方發生衝突，Liz質問是不是Fenix告知的，最後Devon才告知是Kate在知道事情經過後選擇不告訴Liz，之後再度回到防禦署和其他人類特務組隊，而Abe與Howards到南卡羅萊納州找Maggie，期間Liz在科羅拉多洲被毀掉的防禦署中找到Roger的棺材，但打開之後卻發現是躺在裡面的Hellboy(其實是Hellboy借用Roger的身體回到人間)。

#### 最終戰
當一行人正在為拉斯普欽復活的事情傷腦筋時，獵巫人Edward現身並將全球當中所有通往地下世界的信標交給Hellboy，當Hellboy將信標發送到全球後，眾人便開始討論下一步計畫，最終，Hellboy、Liz和Abe回到紐約去與拉斯普欽進行決戰，Howards原本也想去對付拉斯普欽，但Liz希望Howards能去幫忙其他人所以拒絕他的要求，於是Howards和剩餘的BPRD成員負責疏散剩餘的生存者到最近的避難所。而Howards也在過程中為了掩護眾人而犧牲自己，三人與妖僧的決戰中，亞伯戰死，屍身落入大海。Hellboy解放力量擊敗了魔神化的妖僧，卻也因為末日石拳被拆掉而力盡而亡，Liz成為最後生還者。

#### 結局
在最終章當中，Liz依舊徘徊在荒廢的地表中有一段時間，直到取回石手的Hellboy找到她，Hellboy讓Liz解放自身全部的火焰力量，把地表上所有剩下的一切都燒毀了，將Ogdru Jahad殘餘的腐化全數消滅，如同她當年在青蛙瘟疫中見到的預言那樣，而她也在燒盡舊世界之後成了一顆琥珀，不知道未來是否仍會醒來。

## 麗茲所預見的啟示
她所見到在未來裡，世界早已是怪物橫行的慘狀，她遇見一架已墜毀並有防禦署標誌的大型運輸機，在她經過時，畫面中其中一具屍體所穿的戰鬥服標示著C.Giarocco的名字，正是日後的人類特務Carla Giarocco，她在地上發現了幾張散落的相片，在相片中看見幾位熟悉的面孔，地獄怪客、已蛙人化的亞伯、Kate、Panya和Devon，最後她看見坐在一片廢墟的地獄怪客希望她趕快動手，此時，赫卡特也出現並表示地獄怪客做不到因為他不夠堅強，必須交由麗茲來執行，而地獄怪客也懇求著麗茲動手，最後在一位神祕薩滿的幫助下，麗茲釋放她的火焰並將整個世界的怪物全數燒盡。

## 與地獄怪客的關係
在電影裡，麗茲和地獄怪客發展了一段浪漫的戀情並與有一對雙胞胎。而在漫畫裡，麗茲和地獄男爵只是朋友，沒有證據表明他們倆有一段戀情。麗茲更像是他的小妹妹而不是女朋友。在漫畫B.P.R.D.: THE DEVIL YOU KNOW（页面存档备份，存于）的第三集中確認與泰德‧霍華德成為情侶，並在第12集中死別，雙方各自面對自己最終的結局。

## 麗茲的火焰
隨著後面故事進行，已經逐漸表明麗茲所施展的火焰，並非普通的火焰而是來自天堂的火焰，稱為Vril（页面存档备份，存于），又名Flamma Reconditus、The Secret Fire，非官方漢化翻譯為維力能、秘火，同時是具有造物和毀滅的能量，往往火焰會因為麗茲的精神狀態而受到影響。同時由於麗茲本身與Vril有很大聯繫，一旦Vril脫離麗茲的身體時，就等於是靈魂離開肉體那樣，會慢慢地走向死亡。